# 雜色豆娘魚
雜色豆娘魚，為輻鰭魚綱鱸形目隆頭魚亞目雀鯛科的其中一種。分布於東太平洋區，從加利福尼亞灣至祕魯，包括加拉巴哥群島等海域，深度0-12公尺，本魚體色深棕色，腹側顏色變淺，身體兩側有6條寬度約為眼睛直徑的垂直條紋，第一條從頭頂延伸，第六條從背鰭後基部延伸，背鰭硬棘13枚、背鰭軟條12-13枚、臀鰭硬棘2枚、臀鰭軟條10-12枚，體長可達19公分，棲息近海的岩礁區，屬雜食性，生活習性不明。